# 毛泽东书法
毛体是具有毛泽东特色的书法风格。毛泽东的书法风格被称为毛体，在中华人民共和国境内广泛使用。毛泽东曾为《人民日报》、人民邮电、新华书店、人民教育出版社、北京大学、清华大学等单位题名。还有许多单位的名字是搜集毛泽东的字而成。

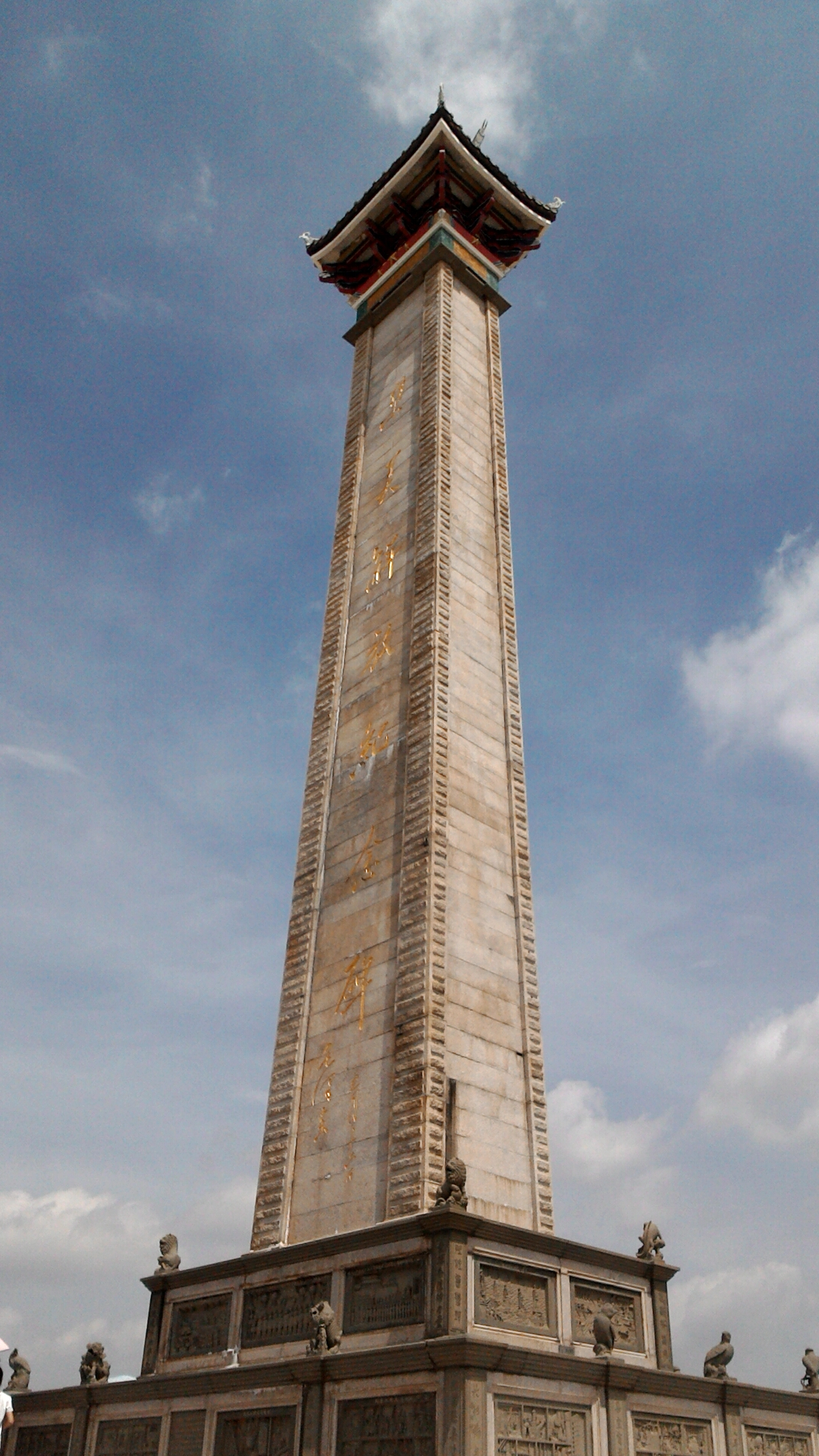
毛澤東題寫的集美解放紀念碑。

## 概況
毛泽东的书法以楷书、行书和草书为主要形式，不事篆隶。主要是各种公开题词（共产党、国家各单位，报纸，学校，纪念碑等），以及大量私人书信、手稿、书自作诗词和古诗词为主要内容留下来的稿纸。后面几种绝大部分在他逝世后才由有关部门整理出版。毛独有的毛笔草书字体等艺术遗产传世，在中国亦广泛闻名。他曾为《人民日报》、人民邮电、新华书店、人民教育出版社、北京大学、清华大学等报刊和单位题名。全国著名的报纸和大部分省报，都是毛泽东题写的报头。一些高校校名都使用毛体字，但其中只有很少的一部分为毛泽东亲笔题名，其它大部分为集字所成。在各种建筑中广泛使用毛体字有“一切为了人民健康”，“发展体育运动，增强人民体质”，“为人民服务”，“新文化”，“实事求是”等。
毛泽东亲笔题名的大学有：北京大学、清华大学、北京师范大学、南开大学、复旦大学、湖南大学、安徽大学、广西大学、贵州大学、湘潭大学、湖南第一师范学院（题字“第一师范”）等。另外，一些学校接受过毛泽东亲笔题名之后，在发展中更改了校名，包括：北京交通大学（原名北方交通大学）、中国政法大学（原名北京政法学院）、北京语言大学（原名北京语言学院）、中央戏剧学院（原名国立戏剧学院）、中央美术学院（原名国立美术学院）、鲁迅美术学院（原名鲁迅艺术文学院）、华南农业大学（原名华南农学院）、湖南农业大学（原名湖南农学院）等。此外，毛泽东为武汉大学、山东大学师生回信中，信封上的字迹被用作校名标准字体，虽为亲笔，并非专门。其他大学使用毛体书法作为校名标准字体，皆为集字而成。
在个人崇拜的时代，各单位广泛使用毛体。改革开放后由于大规模个人崇拜活动的停止，使用毛体字的部门和单位日渐减少。1990年代以后毛体再次广泛使用，现在除了原本使用的单位，一些新单位也使用毛体字。中国大陆有喜爱、模仿毛泽东书法的人组成艺术研究会或类似团体，甚至在国家级的展览中都出现过赝品。
毛泽东是中国书法界公认的20世纪的书法大家，其独特的“毛体”书法艺术已为书法界所公认，毛体书法受到了爱好者的推崇和喜爱，各种关于毛体书法艺术的书籍、字画出版发行，现今中国各地成立了专门研究毛体书法的学会、研究会、艺术馆、创作中心。喜爱毛泽东书法的书法爱好者认为，他晚年草书臻于炉火纯青，直笔劲书，汪洋恣肆，任意挥洒，线条奔放呈左斜势，动感强烈。李天飞认为，按专业书法家的标准，“毛澤東書法談不上很好，‘千古一人’根本談不上，但也沒有差到不能看的程度。他的主要問題是比較偏科。
毛酷爱书法，他晚年的书法被称为“毛体”，草书——意笔相从、豪迈飞动、连绵跌宕，雄奇超逸——以线条奔放、动感强烈为特征。

## 图片集

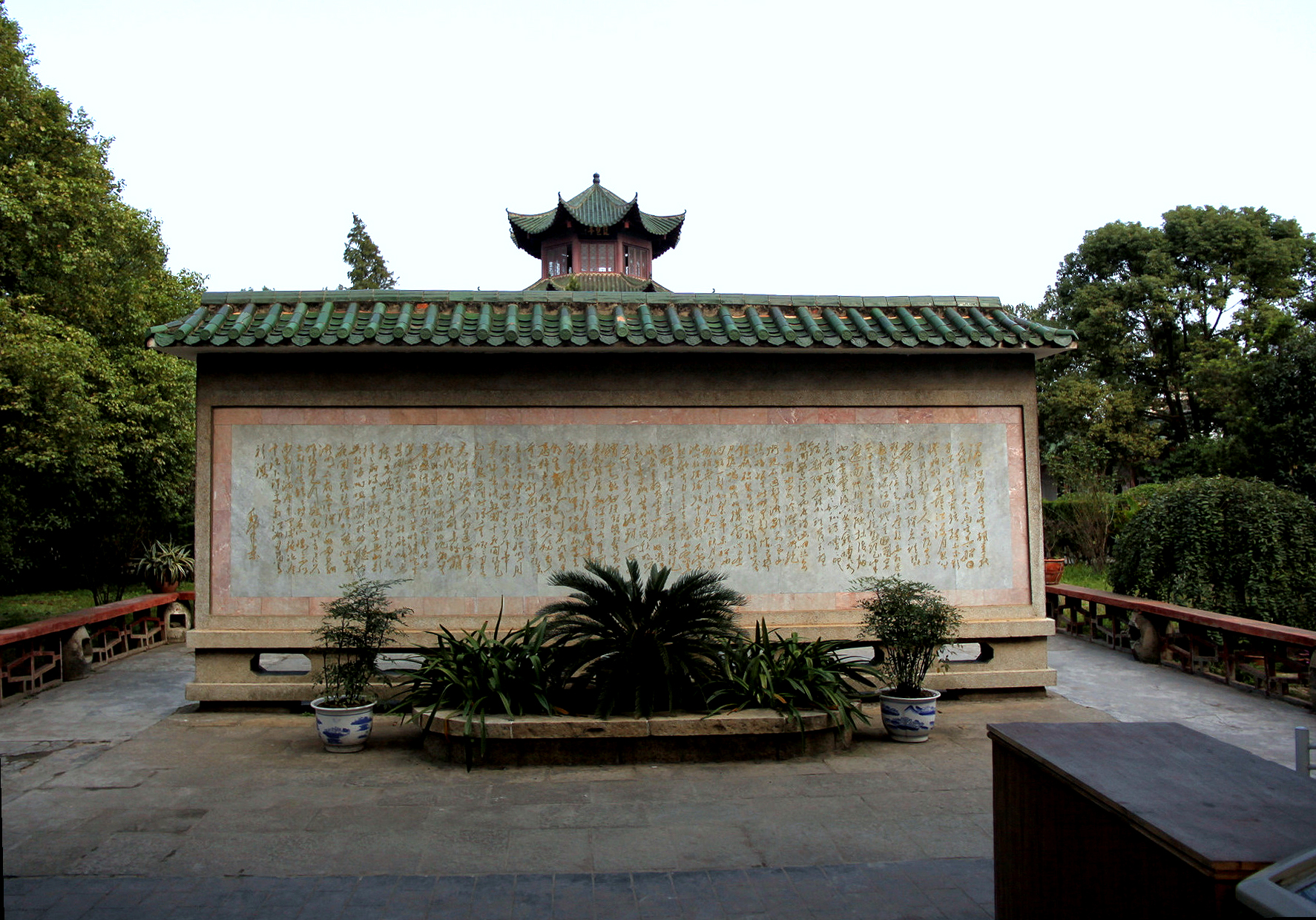
毛泽东手书白居易《琵琶行》碑
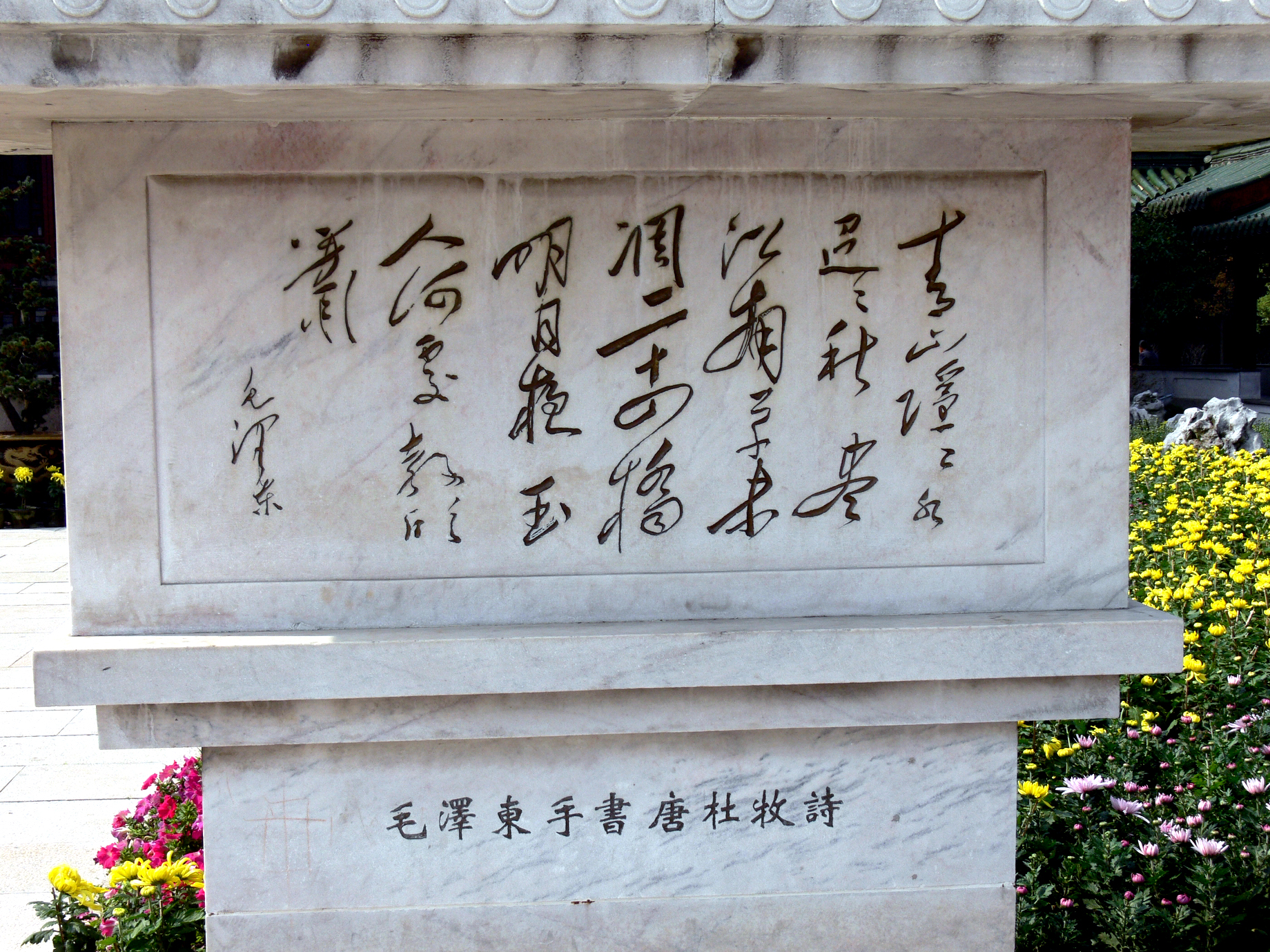
毛泽东手书唐杜牧诗
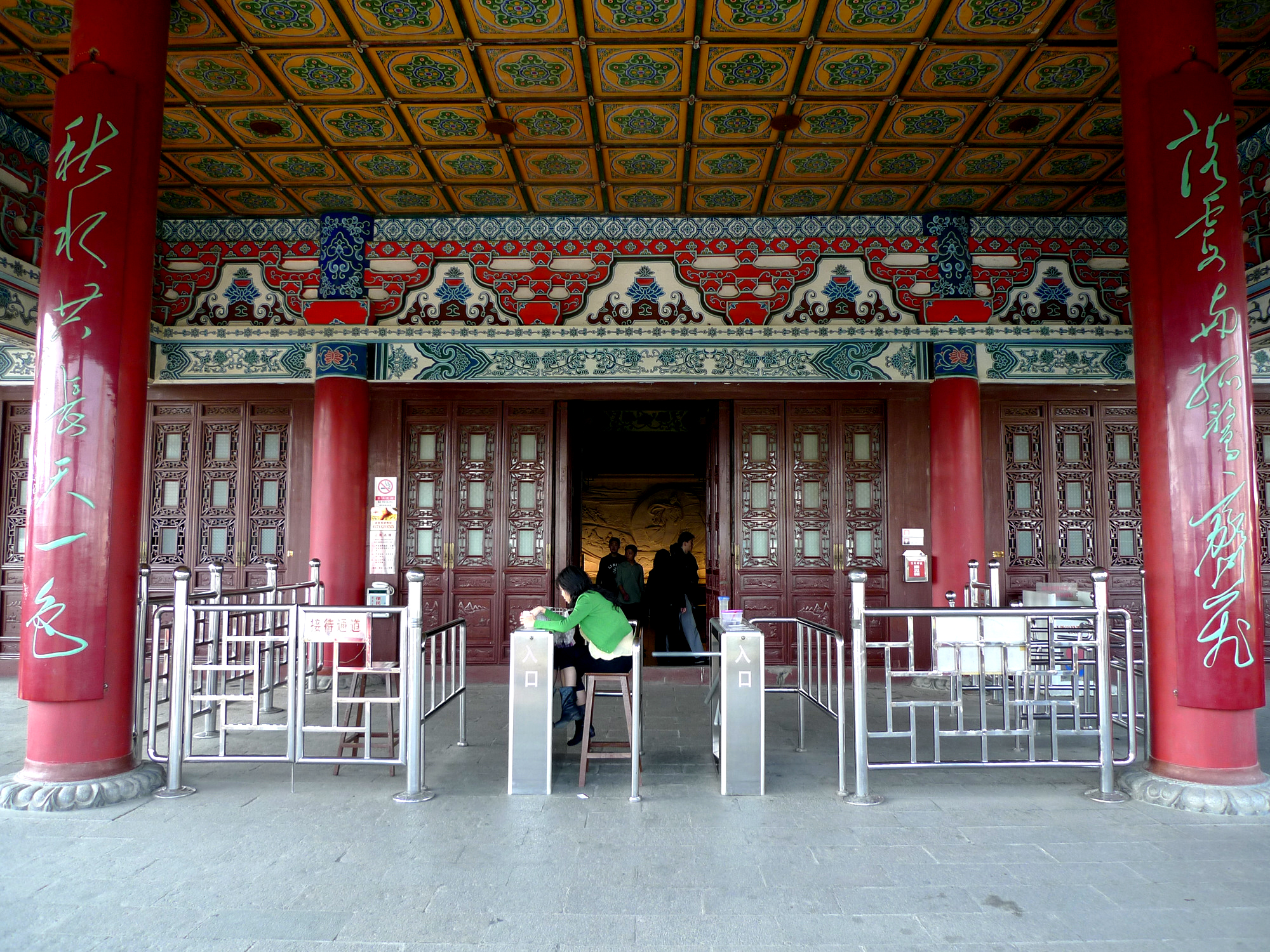
毛泽东为南昌滕王阁手书的对联
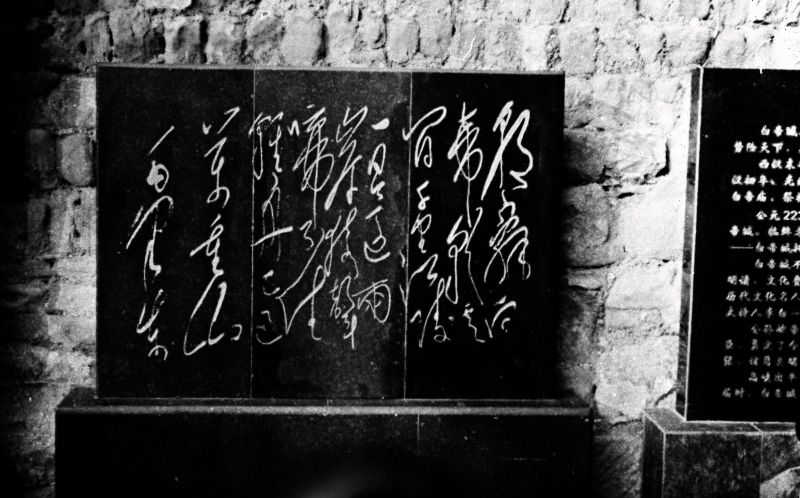
白帝城毛泽东手书李白诗铜匾

## 已出版的主要书籍
- 《毛泽东诗词传世墨宝》，收46件作品原版复制，中央文献出版社。
- 《毛泽东书信手迹选》、《毛泽东题词墨迹选》、《毛泽东诗词手书》、《毛泽东手书古诗词选》。
- 《毛泽东书法大字典》，中央档案馆编，人民出版社。